# Bălțați
Bălțați est une commune roumaine située dans le județ de Iași.